# Gunnel Larsson-Lindgren
Gunnel Larsson-Lindgren, folkbokförd Karin Gunnel Lindgren, ogift Eklund, född 23 december 1940 i Brännkyrka församling i Stockholm, är en svensk målare.
Larsson-Lindgren studerade vid Pernbys målarskola och Konsthögskolan i Stockholm. Bland hennes offentliga arbeten märks dekorativa målningar vid S:t Görans sjukhus i Stockholm samt teaterdekorer för SVT. Hennes konst består av porträtt, ockulta bilder och katter med surrealistiska drag. Larsson-Lindgren är representerad vid Stockholms kommun.
Åren 1960–1970 var hon gift med konstnären Robert Larsson och från 1972 med skådespelaren Peter Lindgren till dennes död 1981.